# Pluvialis
Pluvialis sind eine Gattung der Vögel aus der Familie der Regenpfeifer.

## Merkmale
Die Arten der Gattung haben einen kiebitzähnlichen Körperbau. Sie besitzen eine hohe Brust und einen stark abfallenden Rücken. Der Hals ist länger als jener der Charadrius-Arten, der kleine Kopf ist oberseits abgeflacht. Die Arten besitzen einen dünnen, am Ende leicht verdickten Schnabel und große schwarze, von einem dunklen Lidring umgebene Augen. Der Bauch, die Brust, der vordere Hals und das Gesicht sind im Prachtkleid schwarz. Diese dunklen Partien werden von einem weißen Band umrahmt, es zieht sich von der Stirn über den Hals bis zur Brust, bei einigen Arten von dort weiter bis zum Schwanz. Der Oberkopf, der Nacken sowie die Flügel sind auf gelb-grauem Grund dunkel gefleckt. Im Schlichtkleid sind diese Regenpfeifer auf der Oberseite grau oder bräunlich, der Bauch ist wie das Gesicht und die Kehle hell. Das Jugendkleid ähnelt dem Schlichtkleid sehr. Die Beine und der Schnabel sind immer schiefergrau.

## Lebensweise
Die Vertreter dieser Gattung sind größtenteils Zugvögel. Sie geben meist pfeifende, manchmal auch zwitschernde Töne von sich. Im Sand, im flachen Wasser oder im Moos stochern sie nach Weichtieren, Krebsen, Insekten und Würmern. Den kleineren Anteil der Nahrung machen Pflanzenteile wie Früchte, Samen und Blätter aus. Das Gelege wird hauptsächlich vom Weibchen bebrütet. Die Jungen sind Nestflüchter.

## Lebensraum und Verbreitung
Die Pluvialis-Arten bewohnen die Tundren Nordasiens und Nordamerikas, sie sind auch im nördlichen Europa anzutreffen. Sie Überwintern in Europa, Zentralasien, in den USA und im nördlichen Südamerika.

## Arten
Es werden folgende Arten unterschieden:
- Goldregenpfeifer (P. apricaria)
- Kiebitzregenpfeifer (P. squatarola)
- Sibirischer Goldregenpfeifer (P. fulva)
- Prärie-Goldregenpfeifer (P. dominica)

Der Sibirische Goldregenpfeifer wird von einigen Autoren als Unterart vom Wanderregenpfeifer betrachtet.